# Факундо Буонаноте
Факундо Валентин Буонаноте (шп. Facundo Valentín Buonanotte; Перез, 23. децембар 2004) је аргентински фудбалер који тренутно наступа за Лестер Сити. Игра на позицији офанзивног везног играча.